# Olinowanie ruchome

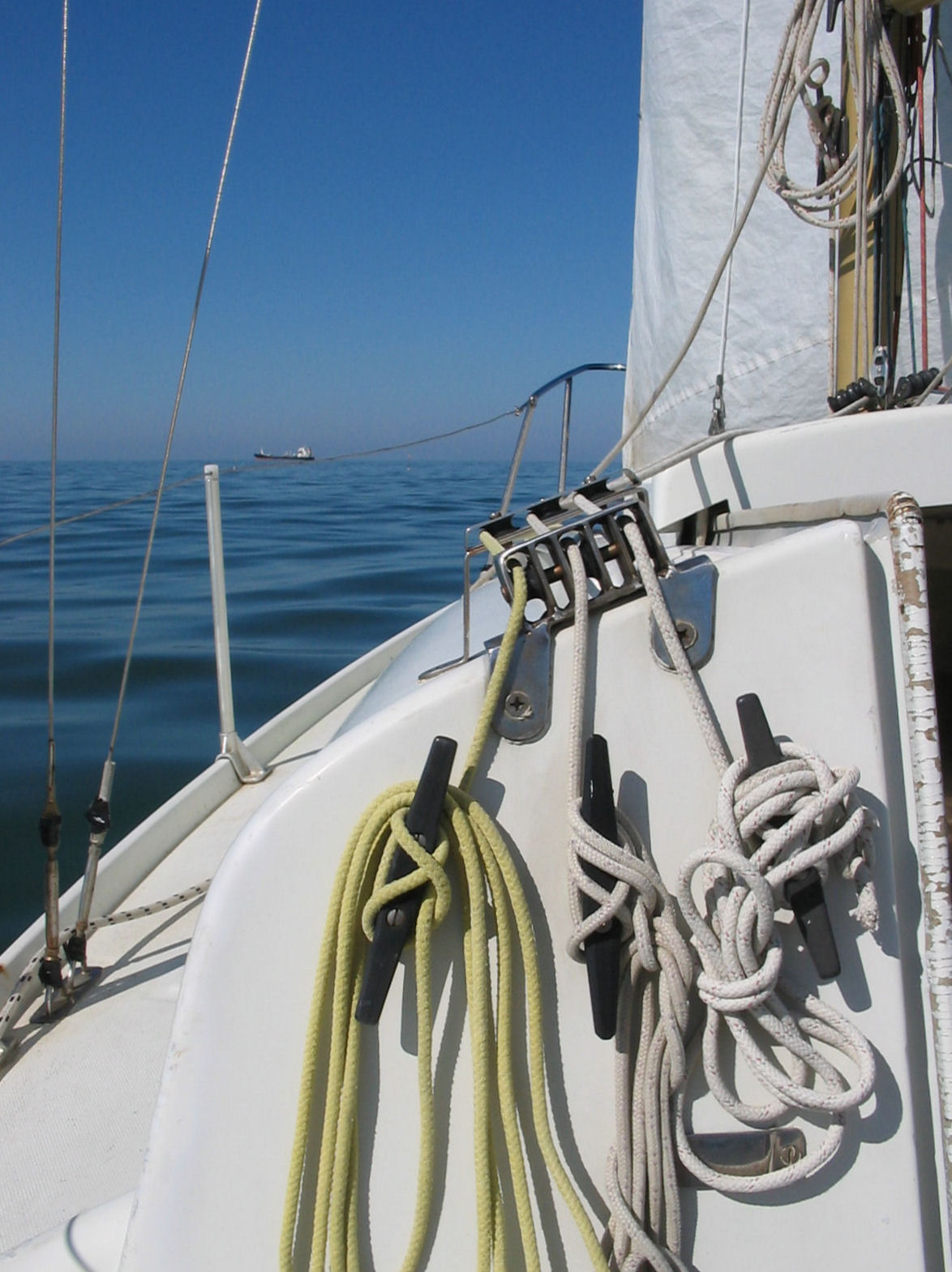
Fały jako olinowanie ruchome na jachcie kabinowym.

Olinowanie ruchome – rodzaj olinowania na jachcie lub innej jednostce pływającej. Liny olinowania ruchomego mają przynajmniej jeden koniec wolny. Służą do obsługi takielunku czy innych elementów osprzętu, np. miecza, płetwy sterowej. Są to między innymi: fały i kontrafały, szoty, brasy, topenanty, dirki, gai, obciągaczy bomów, halsów, szkentli itp.
Jako olinowanie ruchome zazwyczaj stosuje się miękkie liny stalowe lub włókienne plecione bądź pokrętkowe. Coraz rzadziej wykorzystuje się w tym celu liny bawełniane. Grubość liny dobiera się do wymaganego obciążenia podczas pracy. Olinowanie ruchome często stanowi system lin i bloków, mających na celu zredukowanie siły (np. talia).
Przykłady olinowania ruchomego:

Topenanta
Szot
Pikfał
Bras (żeglarstwo)